# Sogatella timaea
Sogatella timaea är en insektsart som beskrevs av Ronald Gordon Fennah 1969. Sogatella timaea ingår i släktet Sogatella och familjen sporrstritar. Inga underarter finns listade i Catalogue of Life.